# Dia Mundial do Doador de Sangue
O Dia Mundial do Doador de Sangue é um dia comemorado anualmente em 14 de junho desde 2004, instituído em 2005 pela Organização Mundial da Saúde (OMS).

## Proclamação
O Dia Mundial do Doador de Sangue é comemorado todo dia 14 de junho, inicialmente proposto em 2003 por um acordo conjunto entre a OMS, a Federação Internacional das Sociedades da Cruz Vermelha e do Crescente Vermelho, a Federação Internacional das Organizações de Doadores de Sangue e a Sociedade Internacional de Transfusão de Sangue. Essas organizações estabeleceram o dia para agradecer aos doadores voluntários e não remunerados e para aumentar a conscientização sobre a necessidade de doações regulares para garantir a qualidade, a segurança e a disponibilidade de sangue e hemoderivados. Posteriormente, em 23 de maio de 2005, a Assembleia Mundial da Saúde oficializou o dia como um evento anual para enfatizar ainda mais a importância do sangue e dos hemoderivados seguros, cruciais para o tratamento médico e as emergências em todo o mundo.

## Celebração
O dia é comemorado anualmente em 14 de junho, escolhido em homenagem ao nascimento de Karl Landsteiner, um cientista que foi pioneiro na descoberta dos grupos sanguíneos. A primeira comemoração ocorreu em 2004. Durante a comemoração anual do dia, as agências oferecem aconselhamento e orientação aos países para organizarem suas próprias comemorações e colaborem com o desenvolvimento de programas nacionais de doação de sangue. Esses programas buscam garantir um suprimento seguro e adequado por meio de doações voluntárias e não remuneradas. A OMS acredita que as doações voluntárias de sangue garantem a segurança e a disponibilidade de sangue, especialmente porque as doações voluntárias tendem a ter taxas mais baixas de infecções transmissíveis.

## Temas e países anfitriões
| Ano  | País                   | Cidade           | Tema                                                                              |
| ---- | ---------------------- | ---------------- | --------------------------------------------------------------------------------- |
| 2004 | África do Sul          | Johannesburgo    | Primeiro Dia Mundial do Doador de Sangue                                          |
| 2005 | Reino Unido            | Londres          | Comemorando sua doação de sangue                                                  |
| 2006 | Tailândia              | Bangkok          | Comemorar a doação de sangue                                                      |
| 2007 | Canadá                 | Ottawa           | Dia Mundial do Doador de Sangue 2007                                              |
| 2008 | Emirados Árabes Unidos | Dubai            | Uma vez não é suficiente, obrigado por voltar                                     |
| 2009 | Austrália              | Melbourne        | 100% das doações voluntárias e não remuneradas de sangue e componentes sanguíneos |
| 2010 | Espanha                | Barcelona        | Sangue novo para o mundo                                                          |
| 2011 | Argentina              | Buenos Aires     | Mais sangue. Mais vida                                                            |
| 2012 | Coreia do Sul          | Seul             | Todo doador de sangue é um herói                                                  |
| 2013 | França                 | Paris            | Doe vida, doe sangue                                                              |
| 2014 | Sri Lanka              | Colombo          | Sangue seguro para salvar mulheres em trabalho de parto                           |
| 2015 | China                  | Xangai           | Obrigado por salvar minha vida                                                    |
| 2016 | Países Baixos          | Amesterdã        | O sangue conecta todos nós                                                        |
| 2017 | Vietnã                 | Hanói            | O que você pode fazer? Doar sangue. Doe agora. Doe com frequência                 |
| 2018 | Grécia                 | Atenas           | Doe para outras pessoas. Doe sangue. Compartilhe a vida                           |
| 2019 | Ruanda                 | Kigali           | Sangue seguro para todos                                                          |
| 2020 |                        |                  | O sangue seguro salva vidas                                                       |
| 2021 | Itália                 | Roma             | Doe sangue para manter o mundo pulsando                                           |
| 2022 | México                 | Cidade do México | Doar sangue é um ato de solidariedade. Junte-se ao esforço e salve vidas          |
| 2023 | Argélia                |                  | Doe sangue, doe plasma, compartilhe a vida, compartilhe-a com frequência          |
| 2024 |                        |                  | 20 anos celebrando a doação: obrigado, doadores de sangue!                        |
| 2025 |                        |                  | Doe sangue, doe esperança: juntos salvamos vidas                                  |